# Матачинайваам
Матачинайваам, Матачъынайваам или Матачингай — река на Дальнем Востоке России, протекает по территории Иультинского района Чукотского автономного округа. Правый приток Амгуэмы.
Длина — 66 км.
Истоки реки находятся юго-восточнее озера Матачинайгытгын, пересекая которое, течёт преимущественно в северном направлении, впадает в Амгуэму справа в 240 км от её устья.

## Данные водного реестра
По данным государственного водного реестра России относится к Анадыро-Колымскому бассейновому округу.
Код водного объекта в государственном водном реестре — 19030000112119000088721.